# Palazzo Modena
Il Palazzo Modena (in tedesco Palais Modena) si trova nel centro della capitale austriaca, ovvero Vienna, e fu prima la residenza dei principi von Dietrichstein, per poi essere acquistato da Maria Beatrice d'Este (l'edificio era conosciuto anche Palazzo Beatrice ), divenendo poi proprietà del duca Francesco IV, duca di Modena, da cui l'edificio prende il nome. Gli Austria-Este, sovrani di Modena, ebbero la proprietà sul palazzo fino al 1842 quando vendettero l'edificio allo Stato, che vi trasferì prima l'Ufficio supremo di polizia e di censura e poi la presidenza dei ministri. Parte del palazzo fu però abitato dall'ultimo duca di Modena, Francesco V, che a seguito dell'Unità d'Italia, andò in esilio nell'Impero austriaco. Con la fine della monarchia austriaca, il palazzo divenne sede del Ministero degli Interni, funzione che detiene ancora oggi.

## Storia
Il Palazzo di Modena viene menzionato per la prima volta nei documenti del catasto comunale nel 1453; i primi lavori di costruzione e arredamento dell'edificio furono eseguiti sotto il Franz Joseph von Dietrichstein, nel XVI secolo. Nel 1811 Maria Beatrice d'Este, figlia di Ercole III, ultimo duca di Modena espulsa da Milano nel 1796, acquistò il palazzo dal principe von Dietrichstein e, entro il 1814, lo fece ristrutturare in stile neoclassico, su progetto di Alois Pichl, con un ulteriore intervento di Giacomo Quarenghi. Poiché sua figlia Maria Ludovica aveva sposato nel 1808 l'imperatore Francesco I, l'alta posizione della famiglia Modena-Este doveva trovare espressione nel palazzo nella Herrengasse. Ciò fu garantito, tra le altre cose, anche da Giacomo Quarenghi, l'architetto della zarina Caterina di Russia, le cui idee furono incorporate nei progetti di Pichl, infatti a quanto pare, il teatro dell'Hermitage di San Pietroburgo gli servì da modello. Probabilmente era responsabile anche dei lavori strutturali interni. Nel 1819, Francesco IV, duca di Modena, ereditò il palazzo, ma la maggior parte di questo venne affittata: il principe Gustavo Vasa e la principessa Amalia di Svezia vissero qui fino al 1842. Successivamente, l'edificio fu venduto dal sovrano modenese allo Stato, che nel 1848 vi istituì prima l'Ufficio supremo di polizia e di censura e, poco dopo, la presidenza dei ministri. Fino alla fine della monarchia, qui prestarono servizio 29 primi ministri austriaci. Parte del palazzo fu però abitato dall'ultimo duca di Modena, Francesco V, che a seguito dell'Unità d'Italia, andò in esilio nell'Impero austriaco.
Quando nel 1923 il cancelliere Seipel si trasferì a Ballhausplatz, il palazzo fu completamente sgomberato per far posto al Ministero degli Interni e dell'Istruzione. Dal 1938 al 1945 il palazzo servì da quartier generale dell'amministrazione della polizia del Reich e nel 1944 fu gravemente danneggiato dai bombardamenti, ma fu ricostruito entro il 1950. Da allora è parte del Ministero degli Interni austriaco; nel 1955 e nel 1973 la superficie utile venne ampliata aggiungendo piani supplementari e trasformando la soffitta. L'ultimo restauro ha avuto luogo nel 2004, quando la cappella venne restaurata e l'antica "Sala Terrena" è stata riportata alla luce.